# Città dell'Uzbekistan

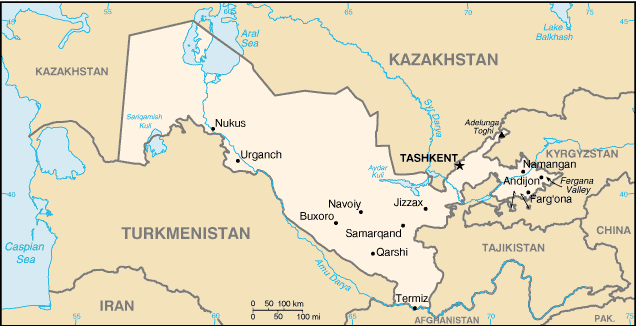
Mappa dell'Uzbekistan

Lista di città dell'Uzbekistan, nazione dell'Asia.

## Lista
- Afrasiab
- Akkula
- Andijan
- Angren
- Asaka
- Baxt
- Bekobod
- Beruniy
- Bukhara
- Chimboy
- Chirchiq
- Chartak
- Dashtobod
- Denov
- Fergana
- Guliston
- Guzar
- Gijduvon
- Khakkulabad
- Jizzax
- Juma
- Karshi
- Kattaqo'rg'on
- Khiva
- Kogon
- Kokand
- Kosonsoy
- Kungrad
- Margilan
- Mo'ynoq
- Namangan
- Navoiy
- Nukus
- Nurafshon
- Nurota
- Ohangaron
- Olmaliq
- Oqtosh
- Piskent
- Qorako'l
- Qorasuv
- Quva
- Quvasoy
- Rishdan
- Samarcanda
- Shahrisabz
- Shakhrihon
- Shirabad
- Shirin
- Sirdaryo
- Tashkent - Capitale
- Taxiatosh
- Termez
- Tomdibuloq
- Turtkul
- Uchqo'rg'on
- Uchquduq
- Urgench
- Urgut
- Vobkent
- Xonobod
- Xo'jayli
- Yangiariq
- Yangiobod
- Yangiyol
- Zarafshon

## Città per popolazione
Lista delle dieci città più popolose dell'Uzbekistan (dati aggiornati al 2014).
| Pos. | Città      | Popolazione | Immagine |
| ---- | ---------- | ----------- | -------- |
| 1    | Tashkent   | 2 352 900   |          |
| 2    | Samarcanda | 509 000     |          |
| 3    | Namangan   | 475 700     |          |
| 4    | Andijan    | 403 900     |          |
| 5    | Nukus      | 295 200     |          |
| 6    | Bukhara    | 272 500     |          |
| 7    | Fergana    | 264 900     |          |
| 8    | Karshi     | 254 600     |          |
| 9    | Kokand     | 233 500     |          |
| 10   | Margilan   | 215 400     |          |